# هاري وود
هاري وود (بالإنجليزية: Harry Wood)‏ (26 يونيو 1868 بوالسال في المملكة المتحدة - 7 يوليو 1951 ببورتسموث في المملكة المتحدة) هو لاعب كرة قدم بريطاني (وحمل سابقاً جنسية المملكة المتحدة لبريطانيا العظمى وأيرلندا) في مركز مهاجم داخلي. شارك مع منتخب إنجلترا لكرة القدم. أما مع النوادي، فقد لعب مع نادي ساوثهامبتون ونادي والسول ووولفرهامبتون واندررز.

## وصلات خارجية
- هاري وود على موقع قاعدة بيانات كرة القدم.إي يو (الإنجليزية)
- هاري وود على موقع ناشيونال فوتبول تيمز (الإنجليزية)